# 柯惠醫療
柯惠醫療是總部位於愛爾蘭的全球性保健產品公司，並且是一間醫療設備和醫療用品的製造商。
柯惠醫療在2007年從泰科國際（Tyco International）拆分出來後，成為一家獨立的公開交易公司。它是由美敦力（Medtronic）在2015年完成的一筆交易中收購的。現在，合并后的公司總部位於柯惠所在的愛爾蘭。

## 公司歷史
雖然柯惠醫療公司成立於 2007 年，但其歷史可以追溯到 1903 年。當時亨利 · P· 肯德爾接管了位於美國馬薩諸塞州沃爾波爾的一家小型紡織廠生產棉絮、地毯襯里和吸水棉。該公司後來開發了一些衛生保健產品。最終，許多其他的醫療設備公司與肯德爾的公司一起，成立了柯惠醫療公司。
到1994年，肯德爾已成為全球最大的一次性醫療用品、傷口護理敷料、繃帶，彈性支架和其他血管壓縮產品的製造商之一。當年，該公司與 Classic Medical ，Uni-Patch 和 Promeon一起被收購，成為泰科業務的基礎。